# Metapachylus sulcatus
Metapachylus sulcatus är en skalbaggsart som beskrevs av Bates 1888. Metapachylus sulcatus ingår i släktet Metapachylus och familjen Rutelidae. Inga underarter finns listade i Catalogue of Life.